# پیترو آماتو
پیترو آماتو نوازنده ساز کر اهل مونترال کانادا است.